# Vincent Vanhalewyn
Pour les articles homonymes, voir Halewyn (homonymie).
Vincent Vanhalewyn, né le 20 mai 1974 est un homme politique belge, membre d'Ecolo. 1er Echevin de la commune de Schaerbeek, Vincent Vanhalewyn est chargé du climat, de l'aménagement de l'espace public, des bâtiments publics et de la cohésion sociale.
Il est licencié en sciences de gestion à l'Institut d'administration et de gestion de l'UCL depuis septembre 2008 .

## Carrière politique
- Lors de élections communales d’octobre 2024, il est à nouveau la tête de liste Ecolo-Groen qui parvient à maintenir son score  ( 18,23% ) avec 9 sièges au conseil communal. Depuis la commune vit un blocage politique et les négociations se poursuivent.
- De 2019 à 2025 il sera également Co - Président de la régionale Écolo avec Marie Lecocq et Emre Şumlu.
- Aux élections communales de 2018, il renforce la présence de la liste Ecolo-Groen au sein de la majorité schaerbeekoise. Les verts passent de 7 à 10 conseillers communaux et de 3 à 4 membres du collège. Vincent Vanhalewyn endosse les responsabilités de 1er Echevin, échevin du climat, de l'aménagement de l'espace public, des bâtiments publics et de la cohésion sociale
- De décembre 2012 à décembre 2018, il devient 1er Echevin à la ville de Schaerbeek. Il est échevin des travaux publics, de la cohésion sociale et de l'énergie chargé du développement durable
- De janvier 2010 à décembre 2012, il siège comme député au parlement bruxellois
- Début 2007, il siège pour la première fois au conseil communal de Schaerbeek
- De juin 2004 à Janvier 2010, il est secrétaire politique du groupe Ecolo au parlement bruxellois